# アウローラ (グエルチーノ)
『アウローラ』（伊: Aurora、英: Aurora）は、イタリアのバロック絵画の巨匠グエルチーノが1621年に制作した天井画 (縦5メートル10センチ、横10メートル55センチ) で、それまで油彩によるキャンバス画を制作していた画家が初めて描いた大規模なフレスコ画である。ボローニャ派の巨匠グイド・レーニが1614年にパッラヴィチーニ＝ロスピッリオージ宮殿 (ローマ) に隣接する庭園邸カジーノ・デッラウローラ (Casino dell'Aurora) を装飾するために描いた『アウローラ』に対抗して描かれた。グエルチーノをローマに招聘したルドヴィーシ家 出身の教皇グレゴリウス15世によりカジーノ・ディ・ヴィッラ・ボンコンパーニ・ルドヴィーシを装飾するために依頼された絵画である。

## 主題
本作に描かれているアウローラは曙の女神であり、知性や創造性の光の到来を象徴する。太陽神アポロンと月の女神セレネは彼女の兄弟で、彼女は風の神々アネモイや「明けの明星」ポースポロスの母でもある。古代ギリシアの詩人ホメロス作の『イリアス』や『オデュッセイア』の中では「バラ色の指を持つ」と歌われるため、絵画ではバラを撒きながら天空を舞い、暁の光を広げる姿で描かれる。太陽神を先導する姿や凱旋車を御す姿などが、本作のようなバロック期の天井画に好んで描かれた。

## 作品

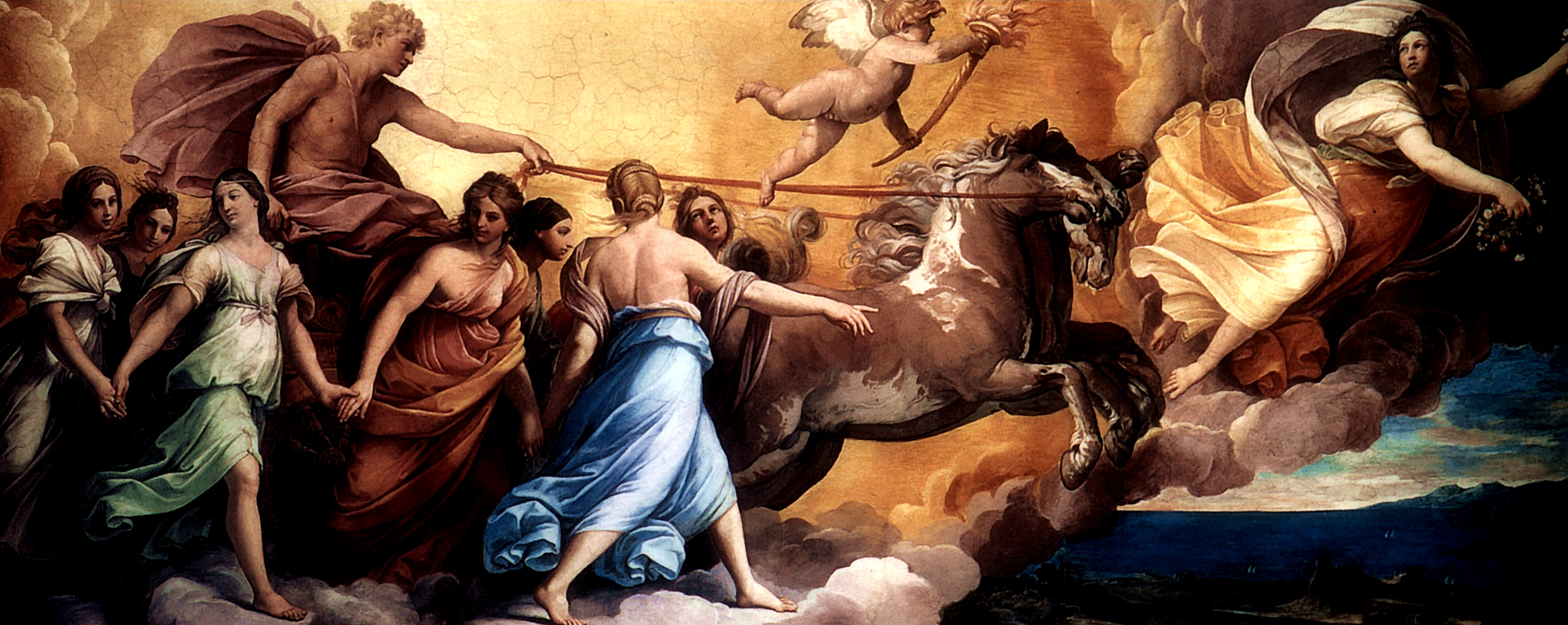
グイド・レーニ『アウローラ』 (1614年)、パッラヴィチーニ＝ロスピッリオージ宮殿、ローマ

画面中央には、夜明けの空をさっそうと駆け回るアウローラが描かれている。バラ色の指を持ち、サフラン色の衣装を身に着けている彼女は、花をまき散らしながら世界に朝の訪れを告げている。彼女の馬車を曳くのはパエトン (輝かしきもの) とランボス (光) という名の2頭の馬である。左端では、ティトノスがアウローラの出発を見守っている。地平線は明るく輝き、朝の到来を思わせる。
本作以前のこの類の天井画は、巨大な額縁画が天井に描かれているかのように描くのが普通であった。レーニの『アウローラ』も、この「クアドロ・リポルタート」と呼ばれる、下から見られることを考慮しない様式で描かれており、遠近法への関心も見られない。一方、グエルチーノは新機軸を打ち出し、絵ではなく実物がそこにあるかのように天井画を描いた。そのため、馬や馬車は横からではなく、下からまっすぐ仰ぎ見られたかのように描かれている。この様式は「クアドラトゥーラ」と呼ばれ、臨場感のあるトロンプルイユ (だまし絵) の効果を持つ。
グエルチーノは当時のローマでの流行に従い、アゴスティーノ・タッシに彼の専門の下から見上げた遠近法による偽の建築を描かせ、それを効果的な舞台装置として最大限に利用した。この描かれた偽の建築物は絵画空間の奥行きを倍増させ、絵画がめまいがするほど高い位置に描かれているように見せるが、実際の床から天井までの高さは5.65メートルである。グエルチーノの人物像を捉える視点は、大胆極まりないものとなっている。下から見上げたアウローラの馬車は全体が見え、馬は空の雲間を駆けている。空には様々な密度の雲が浮かび、その色彩、とりわけ豊かなニュアンスはローマでは革新的なものであった。空間の広がりを表現するため、情景の背後に広がる空は、いたるところで描かれた偽の建築モティーフを覆い隠している。
レーニは、自身の『アウローラ』で微動だにしない完全性と盛期ルネサンスの巨匠ラファエロを模範とした古典主義様式を用いた。一方、グエルチーノは、空気、色彩、音、感覚の動きに満ちた絵画的な力で拮抗している。